# Харолд I
Харолд I, известен също като Харолд Заешкият крак (на английски: Harold Harefoot), е крал на Англия от 1035 до 1040. Прякорът му идва от факта, че може да тича бързо. Прякорът „Harefoot“ присъства като „Harefoh“ или „Harefah“ в 12 век в историята на абатството Или, и по според средновековните хронисти означава, че той е добър бегач.

## Управление
Незаконен син на Кнут Велики и Елфгифу Нортхамптънска, Харолд е избран за регент на Англия след смъртта на баща си в 1035. Той трябва да управлява Англия от името на законния крал, брат му Хардакнут, който е в Дания заради бунт в Норвегия. Въпреки че Харолд иска той да бъде крал, архиепископът на Кентърбъри отказва да го направи. Поддържан от майка си, и граф Леофрик и много други, през 1037 Харолд официално е провъзгласен за крал.
Харолд умира през 1040 г. Той управлява само пет години, брат му Хардакнут скоро се завръща и взема кралство мирно.